# ファーマコメトリクス
ファーマコメトリクス（英: Pharmacometrics）は、生物学、薬理学、疾患、生理学の数学的モデルであり、有益な効果および副作用を含む生体外物質（ゼノバイオティクス）と患者（ヒトおよび非ヒト）の間の相互作用を記述し、定量化するために用いられる。 通常、効率的な医薬品開発、規制に関する意思決定および患者の合理的な薬物治療を支援するために、薬剤、疾患および試験情報を定量化することに適用される。
ファーマコメトリクスでは、薬物と患者の相互作用の定量的な分析のために、薬理学、生理学および疾患に基づくモデルを用いる。これには、母集団と変動性（ばらつき）に焦点を当てた、システムズ薬理学、薬物動態学、薬力学および疾患の進行が含まれる。
MouldとUptonは、母集団モデリング、シミュレーションおよびモデルに基づく医薬品開発（Model-based Drug Development, MBDD）における基本的な概念の概要を提唱している。
ファーマコメトリクスの主な焦点は、薬物応答におけるばらつきを理解することである。ばらつきは予測可能かもしれないし（例えば、体重や腎機能の違いによる）、あるいは一見予測不可能かもしれない（現時点の知見不足の現れ）。

## モデルの種類

### 薬物動態 (Pharmacokinetics, PK)
薬物動態プロセスのモデル

### 薬力学 (Pharmacodynamics, PD)
薬力学プロセスのモデル

### 生理学的薬物速度論
生理学的薬物速度論（Physiologically based pharmacokinetics, PBPK)モデル

### 曝露-反応
曝露-反応（Exposure-response, E‐R）モデルは、望ましい効果（薬効）と望ましくない効果（有害事象）の両方に対する曝露（または薬物動態）と反応（または薬力学）の関係を記述する。用量-反応も参照。

### 疾患進行
疾患進行モデルは、疾患の時間推移およびプラセボ効果を記述する。疾患および曝露-反応モデルは、治療、バイオマーカーの変化および臨床結果の関係を理解するために用いられる。

### 試験
試験モデルは、患者の脱落や投与計画に対する服薬遵守（アドヒアランス）の欠如などによる試験プロトコルからの変動を記述する。

## 組織
歴史的に、ファーマコメトリクスは関連する臨床薬理学および統計学の組織において提唱されてきた。ヨーロッパ、米国、ニュージーランド／オーストラリアにおける多数の小規模なローカル組織が、ローカルな会議を開催してきた。公式な組織は存在しなかったが、1990年代初頭にPAGE会議が組織され、それ以来毎年開催されている。EtteとWilliamsは、ファーマコメトリクスの発展が理解され得る歴史的背景を提供してきた。
2011年に米国ファーマコメトリクス学会（American Society of Pharmacometrics, ASoP）が米国の多くのローカルグループから設立され、６か月以内に世界中の600人以上のメンバーがASoPに参加した。増え続ける国際メンバー数を反映して、2012年にASoPは国際ファーマコメトリクス学会（International Society of Pharmacometrics, ISoP）に発展した。ISoPの成長は続いており、現在、世界中の約30カ国からの1000人以上のメンバーを代表している。 地域グループには、ヨーロッパのPAGE オーストラリアおよびニュージーランドのPAGANZが含まれている。
ファーマコメトリシャンは、通常、薬学、臨床薬理学、統計学、医学、あるいは工学などの分野出身である。ファーマコメトリクスの最初の教授はUppsala UniversityのMats Karlssonであった。

## 論文
- Journal of Pharmacokinetics and Pharmacodynamics (JPKPD)
- CPT:Pharmacometrics and System Pharmacology (CPT:PSP)

## 学会
- Population Approach Group Europe Meeting (held yearly)
- American Conference on Pharmacometrics (held yearly)
- Population Approach Group of Australia and New Zealand Meeting (held yearly)
- Population Approach Group in Japan (held yearly)

## 博士課程
- PharMetrX: Pharmacometrics & Computational Disease Modelling (annual call for applications, July - Sept 15th)
- Uppsala University Pharmacometrics Group